# Intel 8008
Intel 8008 là một bộ vi xử lý định hướng byte đầu tiên được Intel thiết kế và sản xuất và giới thiệu vào tháng 4 năm 1972. Đây là CPU 8 bit có 14 bit bên ngoài bus địa chỉ có thể đánh địa chỉ 16 KB bộ nhớ. Ban đầu được gọi là 1201, chip này được Computer Terminal Corporation (CTC) ủy quyền để thực hiện một bộ lệnh thiết kế của chúng cho thiết bị đầu cuối lập trình Datapoint 2200 của chúng. Vì chip này bị trì hoãn và không đáp ứng các mục tiêu hiệu suất của CTC, thay vào đó, Datapoint 2200 cuối cùng đã sử dụng CPU dựa trên TTL của CTC. Một thỏa thuận cho phép Intel tiếp thị chip này cho các khách hàng khác sau khi Seiko bày tỏ sự quan tâm đến việc sử dụng nó cho máy tính calculator.